# Distrito electoral de Henderson (condado de York, Nebraska)
Henderson (en inglés: Henderson Precinct) es un distrito electoral ubicado en el condado de York en el estado estadounidense de Nebraska. En el censo de 2010 tenía una población de 1215 habitantes y una densidad poblacional de 13,06 personas por km².

## Geografía
Henderson se encuentra ubicado en las coordenadas 40°44′7″N 97°45′46″O / 40.73528, -97.76278. Según la Oficina del Censo de los Estados Unidos, Henderson tiene una superficie total de 93.03 km², de la cual 92.56 km² corresponden a tierra firme y (0.51%) 0.47 km² es agua.

## Demografía
Según el censo de 2010, había 1215 personas residiendo en Henderson. La densidad de población era de 13,06 hab./km². De los 1215 habitantes, Henderson estaba compuesto por el 98.11% blancos, el 0.25% eran afroamericanos, el 0.25% eran amerindios, el 0.16% eran asiáticos, el 0% eran isleños del Pacífico, el 0.66% eran de otras razas y el 0.58% pertenecían a dos o más razas. Del total de la población el 2.14% eran hispanos o latinos de cualquier raza.